# 埃申贝根
埃申贝根（德語：Eschenbergen）是德国图林根州的市镇，隶属于哥达县。总面积为12.68平方千米，截至2023年12月31日总人口为695人。